# جيانغ فينغ
جيانغ فينغ (بالصينية: 姜峰) (27 فبراير 1970 في الصين - ) هو لاعب كرة قدم صيني في مركز الوسط. شارك مع منتخب الصين لكرة القدم. أما مع النوادي، فقد لعب مع جيانغسو سونينغ وكينغداو جونون وSinchi FC ‏ ونادي تشونغتشينغ ليانغجيانغ وLiaoning F.C. ‏ وYanbian Funde F.C. ‏.

## وصلات خارجية
- جيانغ فينغ على موقع قاعدة بيانات كرة القدم.إي يو (الإنجليزية)
- جيانغ فينغ على موقع ناشيونال فوتبول تيمز (الإنجليزية)